# Tukan (zviježđe)
Tukan (lat. Tucana) jedno je od 88 modernih zviježđa, konstelacija južne polutke koju je uveo Johann Bayer u svom djelu Uranometrija. Zviježđe graniči s Malom vodenom zmijom na istoku, Ždralom i Feniksom na sjeveru, Indijancem na zapadu i Oktantom na jugu. 
Pokriva 295 kvadratnih stupnjeva, zauzima 48. mjesto od 88 zviježđa po veličini. Zviježđe je najpoznatije po Malom Magellanovom oblaku i kuglastom zvjezdanom skupu NGC 104 (drugo po sjajnosti). Najsjajnija zvijezda je Alfa Tukana s prividnom magnitudom od 2.87. 

## Važniji objekti:
Dvostruke zvijezde: δ Tuc, κ Tuc, λ Tuc
Višestruke zvijezde: β Tuc
Kuglasti skupovi: NGC 104, NGC 362
Nepravilna galaktika: NGC 292 (Mali Magellanov oblak)